# Exocentrus undulatofasciatus
Exocentrus undulatofasciatus là một loài bọ cánh cứng trong họ Cerambycidae.